# Ulykken
 Der er for få eller ingen kildehenvisninger i denne artikel, hvilket er et problem. Du kan hjælpe ved at angive troværdige kilder til de påstande, som fremføres i artiklen.

Ulykken er en ekspressionistisk novelle skrevet af Tom Kristensen, og blev første gang trykt i det svenske tidsskrift Ord och Bild i 1924. Den tager afsæt i en virkelig hændelse, Vigerslev-ulykken, hvor to tog stødte sammen lidt uden for Valby i 1919.

## Referat af Ulykken
Novellen handler om digteren Erland Erlandsen, Maleren Erik Hoff, Billedhuggeren, pressefotografen og Digteren Gering. Fire venner sidder og ryger og drikker vin da Gering kommer forpustet ind på værelset, han fortæller, at der er sket en togulykke. De er alle chokerede, men samtidigt dragede af denne ulykke, så de bliver enige om at tage ud og se på ulykkesstedet. Det er midnat. Der er mange andre der står og ser på ulykkesstedet. Det er et eksprestog der er kørt op i et bumletog. De fem venner snakker næsten ikke med hinanden, Gering foreslår at de går ind, han har to journalistkort, Erland siger han gerne vil med, men i det samme kommer en der kender Erland, han siger at der er forfærdeligt derinde, blod over det hele. De bliver enige om at tage hjem. Da Erland kommer hjem er han fortumlet men alligevel klar nok i hovedet til at tænke aftenens begivenheder igennem. Han hører sin kanariefugl, den sidder i sit bur som altid, som om intet var hændt. 

## Analyse og fortolkning
Novellen er skrevet i 3. person ental, og fortælleren er alvidende. Han kender i hvert fald alle Erlands tanker. Tonen i novellen bliver blotlagt allerede i første linje: 
Digteren Erland Erlandsen huskede hele sit liv den nat, da ulykken viste sig for ham i hele sin farvede meningsløshed.
Det er meget typisk træk for noveller, at det handler om én begivenhed, der ændrer en person. Der er kun et handlingsforløb, og ligesom i berettermodellen er der en klar spændingskurve. 
Karakteristisk for denne novelle er bl.a. sproget. 
Forfatteren Tom Kristensen skriver æstetisk og ekspressionistisk. 

### Citat fra novellen
Da mærkede han en bevægelse i den mørke tilskuermasse. Alle, der stod til højre for ham, blev ligesom drevet tilbage af et usynligt stød, og et sus fra hundrede mennesker, der snapper efter vejret, steg som en naturlyd, en trækrones brusen i skumring, en kornmarks pludselige bevægelser i natten. Han lænede sig over til højre; i et nu myldrede hundrede hvide glimt fra rædselsslagne ansigter ud af mørket som glimtende fra pileblade i blæst, flygtigt og bølgende; og et uroligt skær inde fra ulykkes stedet slog i vejret, en stor, sort væg hældede et stykke forover, noget nat faldt ned.
Som man kan se i det ovenstående citat, bruger Tom Kristensen her overdrevne ekspressionistiske virkemidler, der kammer over i det ironiske. Og sådan er sproget hele vejen igennem. Det er dramatisk, voldsomt og der er et drive i historien der holder en fast fra ende til anden. 
Novellen behandler en del forskellige temaer, som man skal søge i billedsprogene. 
Det kan være død, ulykke, meningsløshed, drifter, kaos/orden. 
Det vigtigste i novellen er slutningen. Mens Erland ligger og tænker aftenens begivenheder igennem, vågner kanarie fuglen og er fyldt af liv -i modsætning til den død og ulykke han var så draget af. 
Da han vågner næste morgen, har han lagt ulykken fra sig – han skal videre. 
Han stod op, klædte sig på og gik ud i morgenlyset, ud mellem alle træerne fabrikkerne, buskene, husene, alt det kendte, som vågnede.
Så på trods af at denne ulykke den ene dag synes at være det mest forfærdelige i verden, er den næste dag blot et minde. Naturen og dyrene husker ikke på dens rædsler, derfor er det en god mulighed for at starte på en frisk. Ligesom efter 1. verdenskrigs rædsler. Man var nødt til at tage verden op til revision og forstå den på en ny måde. Ellers vil sådanne oplevelser være for ubærlige til at de kommende generationer at leve med. Dette er meget typiske temaer for noveller i 30'erne. 
Hovedpersonen i novellen, Erland Erlandsen, er Kristensens parodi på sig selv som kunstner og beskriver kunstnerens forhold til virkeligheden.
I handlingsforløbet forvandler jeget sig fra kaotisk subjektiv ekspressionismebevidsthed med en opfattelse af verden som kulisse til objektivisme og genkendelighed.